# S-Lay

Processus de pose de canalisations : procédés S-Lay pour des profondeurs d'eau faibles et moyennes et procédés J-Lay pour de grandes profondeurs d'eau

Le système S-Lay est un procédé spécial de pose de canalisations ou pipelines dans des plans d'eau à l'aide d'un navire poseur de canalisations spécialement équipés d'une tour inclinable. Le nom de ce processus de pose est basé sur la forme de la courbe caractéristique du S que prend la canalisation lors de la pose (en anglais Lay (ing)).

## Technique
Contrairement au J-Lay, la méthode S-Lay est optimisée dans les eaux peu profondes et moyennes, en raison de la force de tension élevée requise, bien que le record du monde ait été atteint pour le pipeline le plus profond jamais posé par le  système S-Lay. La profondeur de pose était de 2,775 mètres. Cependant, les performances de pose sont supérieures à celles du J-Lay, où des distances de pose allant jusqu'à 9,000 m par jour ont été atteints.
Les modifications apportées au processus tentent actuellement de combiner les avantages des deux processus afin d'obtenir la combinaison idéale de performances et de profondeur possible. 

## Méthode de pose
Les segments de pipeline revêtus de plastique multicouche, qui mesurent généralement 40 pieds de long, sont généralement chanfreinés dans les stations de préparation pour les préparer au soudage. Dans le poste de soudage, les segments sont transformés en morceaux de tuyau pouvant être constitués de quatre pièces individuelles au maximum. La longueur maximale d'un tel segment est alors de 48,8 m au maximum. Ces longs morceaux de tuyau sont ensuite soudés ensemble horizontalement puis contrôlés par radiologie industrielle. Le cordon de soudure reçoit ensuite un revêtement plastique multicouche pour augmenter la protection contre la corrosion.
Une fois le revêtement terminé, le segment de pipeline est poussé vers l'arrière hors du navire et guidé sur le «stinger», qui fournit des forces d'appui, ce qui se traduit par le profil en forme de S caractéristique de ce processus sous le poids de la section du pipeline qui n'est pas encore couchée et sa résistance à la flexion. Au début de la pose, la canalisation - qui est fermée au début - est soit tirée par un remorqueur contre le sens de pose, soit simplement posée au fond.

## Galerie

Système S et J
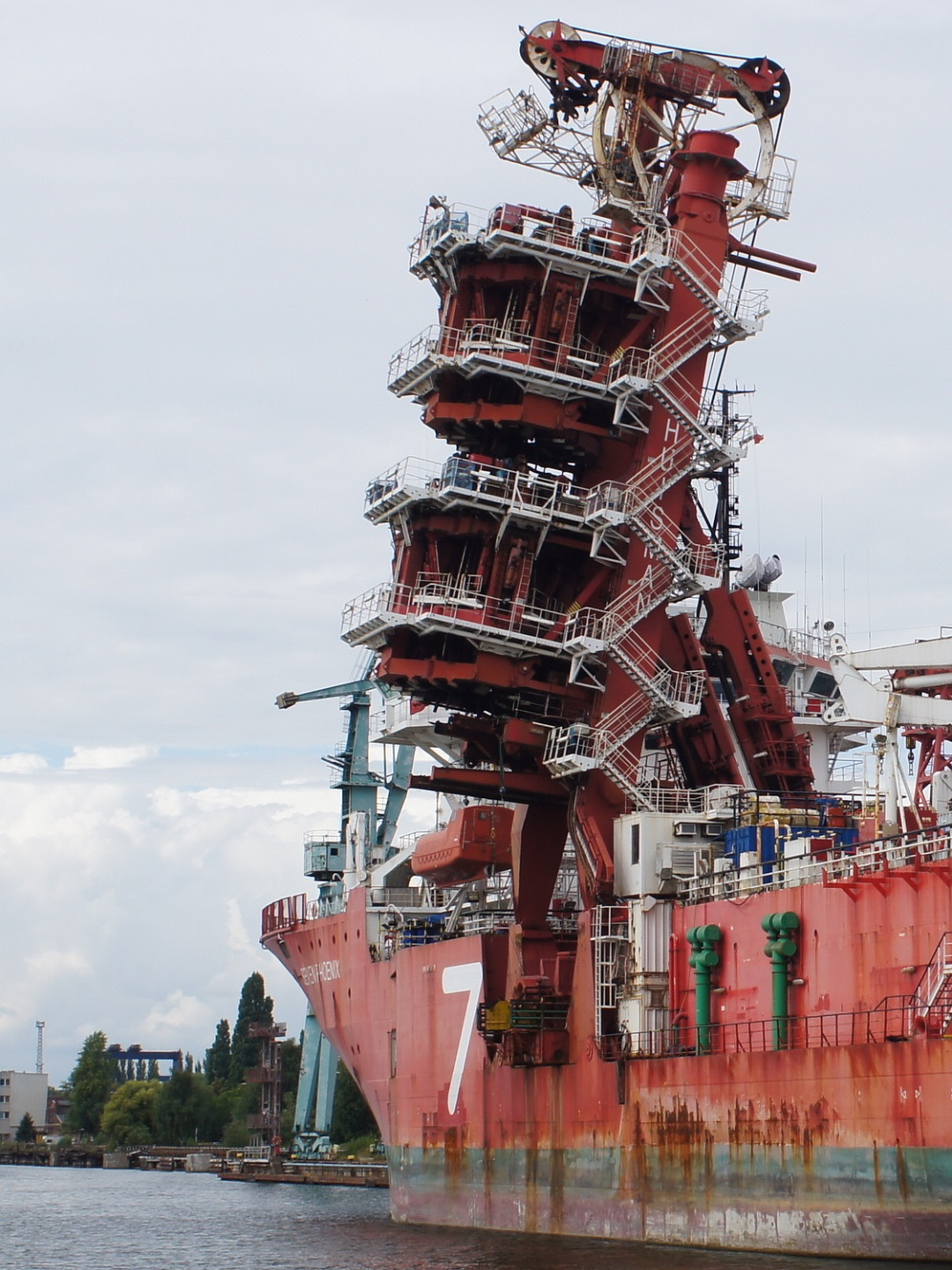
Tour inclinable du Seven Phoenix
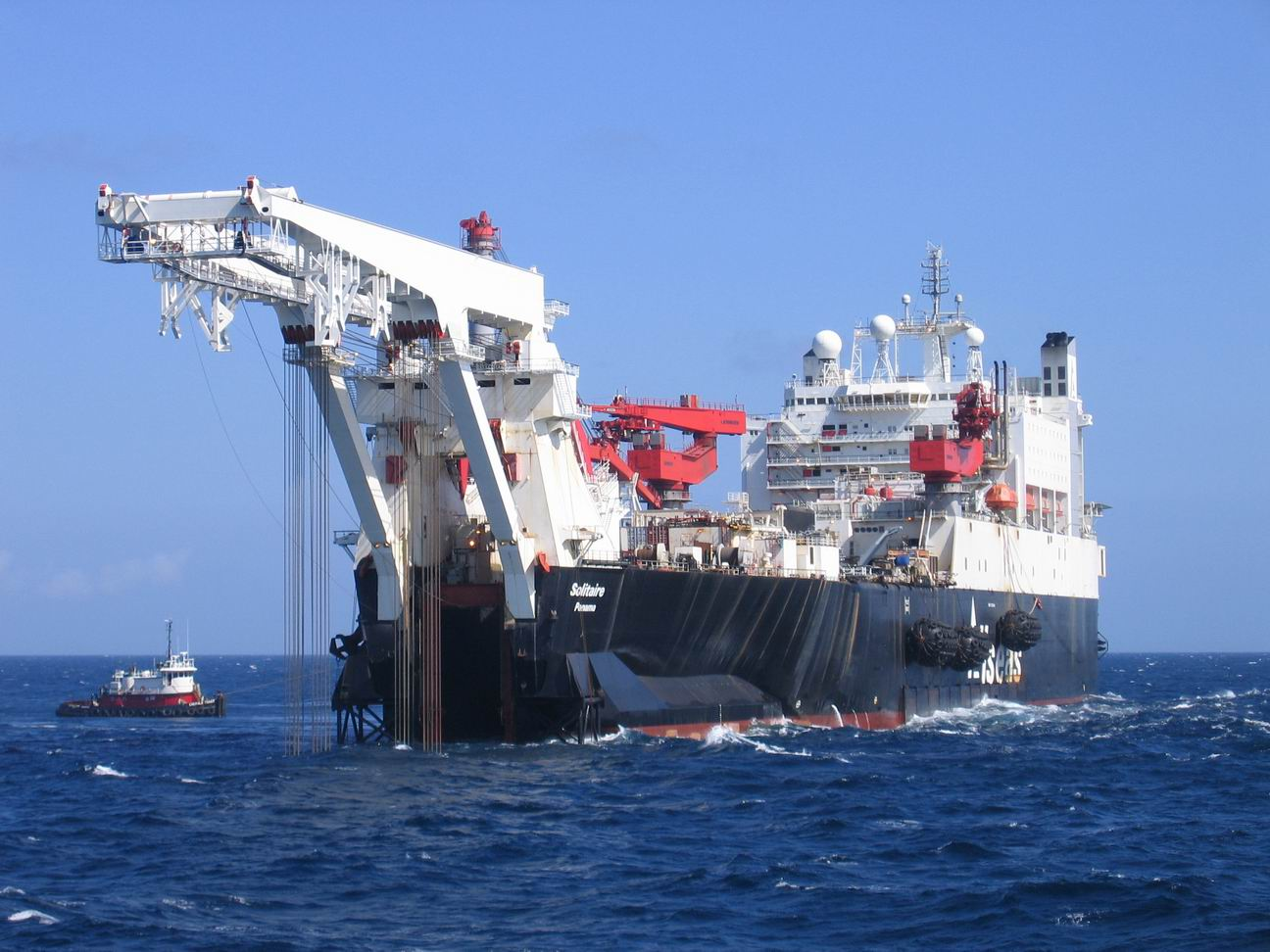
Le navire poseur de canalisations Solitaire
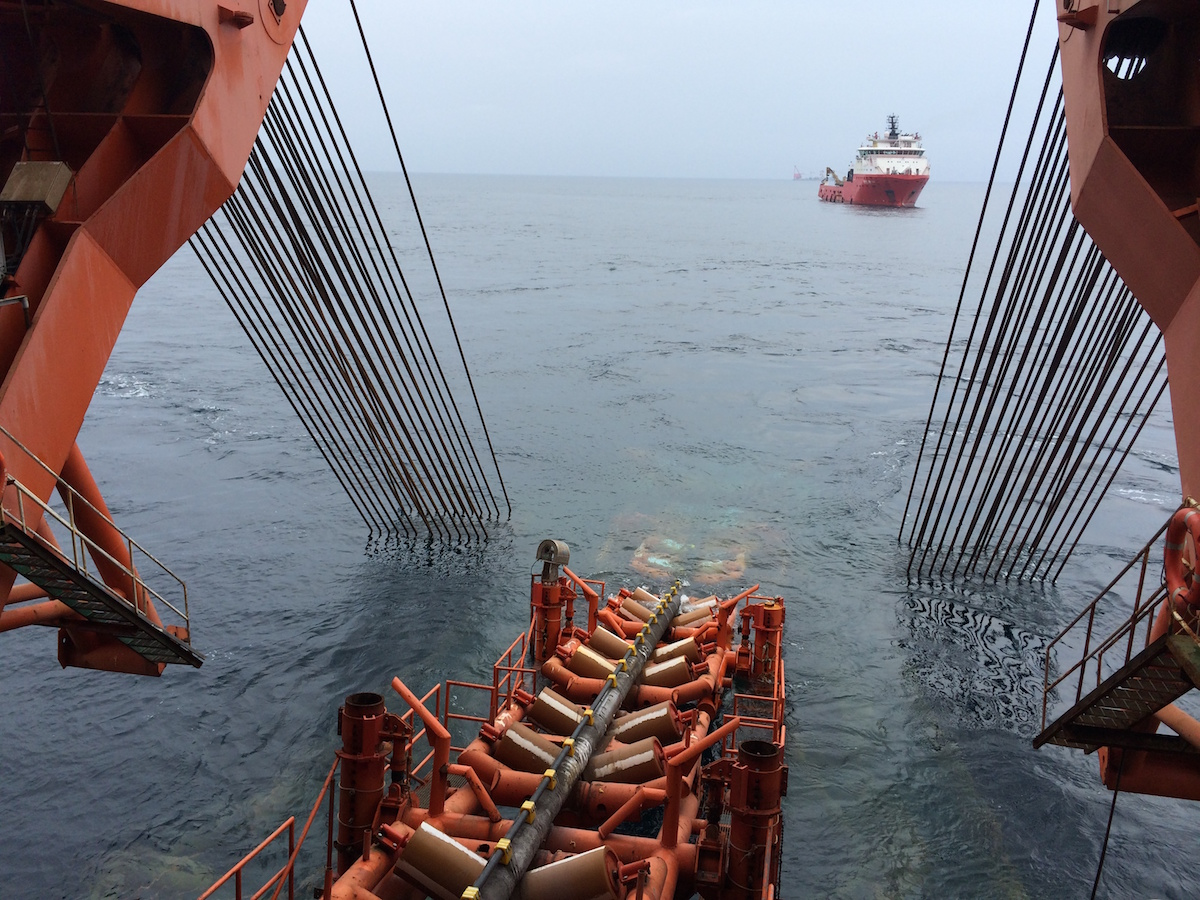
Pose d'un pipeline par stinger